# Персонс, Уилтон
Уи́лтон Ба́ртон «Дже́рри» Пе́рсонс (англ. Wilton Burton "Jerry" Persons; 19 января 1896, Монтгомери, штат Алабама, США — 5 сентября 1977, Арлингтон, штат Виргиния, США) — американский военачальник и государственный деятель, глава администрации президента США (1958—1961).

## Биография
В 1916 г. окончил Политехнический институт Алабамы с присуждением степени бакалавра наук (BS Electrical Engineering) по специализации «электротехника». Затем поступил на службу в береговую артиллерию армии США и вышел в отставку в 1949 г. в звании генерал-майора. Находился в рядах американских экспедиционных сил в Европе в ходе Первой и Второй мировой войн.
- 1951—1952 гг. — специальный помощник генерала Дуайта Эйзенхауэра на посту Верховного главнокомандующего Объединенными Вооруженными силами НАТО в Европе.
- 1952 г. — входил в состав предвыборного штаба Эйзенхауэра во время его президентской предвыборной кампании. После его победы на выборах был сначала заместителем помощника, а затем помощником президента по вопросам взаимодействия с конгрессом.
- 1958—1961 гг. — глава администрации президента США.

Сын политика, Уилтон Персонс-мл., занимал должность генерального адвоката армии США (1975—1979), а его брат — Гордон Персонс избирался в 1951—1955 гг. губернатором Алабамы от Демократической партии США.